# Hermann von Bonstetten
Hermann von Bonstetten (* vor 1314; † 23. August 1360) war von 1333 bis 1360 Abt des Benediktinerklosters St. Gallen.

## Leben
Hermann von Bonstetten war ein Nachkomme der freiherrlichen Familien von Bonstetten im Zürcher Zweig der Familie. Seit 1314 ist er als Novize und Konventuale von Einsiedeln belegt. Am 25. Oktober 1333 setzte ihn Papst Johannes XXII. als Administrator ein. Bereits am 14. Dezember desselben Jahres ernannte jener Hermann zum Abt. Drei Tage später (17. Dezember 1333) erlangte er die Erlaubnis, sich von einem beliebigen Prälaten weihen zu lassen. Hermanns politische Anbindung gehörte der Partei des Papstes, der ihn auch ernannt hatte und ihn am 18. Juli 1334 aufforderte, dem neugewählten Bischof von Konstanz gegen Kaiser Ludwig beizustehen. Als der Papst starb, wechselte Hermann jedoch die Partei zum Kaiser, und bereits am 10. März 1335 bestätigte Ludwig ihm die Regalien und alle sonstigen Lehen und Privilegien, wie Urkunden belegen.
Ihm gelang es, wie am 9. Juni 1344 festgehalten ist, eine wichtige, viele Ortschaften umfassende Vogtei einzulösen, die von den Grafen von Werdenberg vom Reich um 600 Mark verpfändet war. Dafür musste er bei den Bürgern von St. Gallen 630 Mark aufnehmen und die Burg Clanx als Sicherheit abgeben. Der Nachfolger von Ludwig, König Karl IV., bestätigte diesen Handel am 1. Mai 1345 und erhöhte die Pfandsumme auf 1200 Mark. Dieser verlieh Hermann auch die Regalien wieder, und zwar am 14. Februar 1348, am 16. Februar bestätigte er Hermann bereits die Pfandschaft über Appenzell, das er zudem (am 23. September 1354 verliehen) mit einem Markt- und Zollprivileg zusätzlich unterwarf. Damit war der Ausbau der äbtischen Herrschaft im Appenzell abgeschlossen.
Die Stadt St. Gallen strebte unter Hermann weiterhin die Unabhängigkeit an. Hermann musste darauf nachgeben; schon zu Beginn seiner Regierung (am 9. Mai 1334) bestätigte er die Handfeste von Abt Wilhelm. 1344 verlieh er das Ungeld und ermächtigte den Rat der Stadt, selbstständig Masskontrolle durchzuführen und Bussen zu erheben. Als die Bürger 1353 forderten, dass sie die Gemeindeflur zur Leinwandbleiche nutzen dürften, musste Hermann erneut nachgeben. Seine Rechte über die Stadt, die ihm Karl IV. bei einem Besuch in demselben Jahr zum Erwerb von Reliquien bestätigte, gebrauchte er nur formal. Ein Jahr später, 1354, lässt sich belegen, dass die Stadt zum ersten Mal einen Bürgermeister selbst wählte, den sie zum Obmann des Rates bestimmte. Der Papst Clemens VI. bestätigte die Privilegien, verliehen von der römischen Kurie, am 7. Oktober 1352 und seinem Nachfolger Innozenz VI. am 5. Februar 1353.
Hermann starb am 23. August 1360.

## Wirken
Der Pfleger, Propst Ulrich von Enne, erscheint neben Hermann von Bonstetten – ohne dass die Ursache ersichtlich wäre – 1346 und 1347. Der Abt stiftete Messen in Wil und machte Zuwendungen an das Hospital in St. Gallen und an das Siechenhaus beim Linsebühl. Es zeigen sich darin seine Milde und sein religiöser Sinn, wie Anton Gössi argumentiert.